# عيد المثليين الدولي في تل أبيب
«عيد المثليين الدولي في تل أبيب» (بالعبرية: הפסטיבל הבין-לאומי לקולנוע גאה) هو مهرجان سينمائي سنوي يعقد في تل ابيب, إسرائيل. المهرجان معني بالافلام المتعلقة بقضية إل جي بي تي حول العالم.
عادة ما تعرض الافلام في سينماتيك تل ابيب. المهرجان يجرى عادة في نفس الوقت من السنة واحياناً بالتزامن مع مهرجان فخر تل ابيب.

## وصلات خارجية
- الموقع الرسمي